# Велька Чаломія
Велька Чаломія (словац. Veľká Čalomija) — село, громада округу Вельки Кртіш, Банськобистрицький край, центральна Словаччина, регіон Гонт. Кадастрова площа громади — 8,91 км².
Населення 593 особи (станом на 31 грудня 2017 року).

## Історія
Велька Чаломія вперше згадується в 1244 році.

## Населення
| Рік:            | 1994. | 2004.   | 2014.   | 2024.   |
| --------------- | ----- | ------- | ------- | ------- |
| Кількість осіб: | 672   | 617     | 604     | 579     |
| Різниця:        |       | -8,18 % | -2,10 % | -4,13 % |

| Рік:            | 2023. | 2024.   |
| --------------- | ----- | ------- |
| Кількість осіб: | 582   | 579     |
| Різниця:        |       | -0,51 % |